# Сообщество свободного программного обеспечения
Сообщество свободного программного обеспечения (англ. Free software community) — это сообщество пользователей и разработчиков свободного программного обеспечения, а также участников движения свободного программного обеспечения. Одним из наиболее известных сообществ является Linux-сообщество (англ. Linux Community), образовавшееся вокруг операционной системы GNU/Linux. Сообщество свободного ПО является частью более многочисленного сообщества, работающего над ПО с открытым исходным кодом.
Сообщество свободного ПО использует различные каналы общения, включая freenode IRC, сайты, которые помогают разрабатывать, классифицировать, распространять, поддерживать свободные программы, такие как: SourceForge, GitHub, Stack Overflow, GNU Savannah, CodePlex. Ранее сообществом использовались в основном списки рассылки, группы новостей. Помимо онлайновой деятельности, сообщество проявляет себя в виде групп пользователей, например, Linux-сообщество имеет свои группы пользователей по всему миру.

## Лидеры о сообществе
Ричард Столлман говорит о том, «что хакеры упиваются свободой совместно использовать и изменять программное обеспечение; это — основа для нашего вольного сообщества». Столлман утверждает, что сообщество по обмену программами было в Лаборатории искусственного интеллекта MIT ещё в 1971 году, задолго до появления термина «free software», и существовало на протяжении нескольких лет.
В своей книге «Just for Fun» Линус Торвальдс описал в том числе сообщество, стоящее за свободным программным обеспечением. Понимание важности сообщества можно подчеркнуть следующей цитатой из этой книги:

Большинство животных и даже растения объединяются в сообщества, чтобы помочь друг другу выжить. Интересно проследить, как эти сообщества постепенно перерастают функции чистого выживания и становятся все более социализированными, как все человеческие цивилизации приходят к строительству все более совершенной сети дорог и каналов связи, чтобы улучшить социализацию.
— 
Эрик Реймонд увидел, что из всех свобод программного обеспечения многих людей интересует лишь одна: возможность работать с исходным кодом. Он ввёл термин «open source» и, как выразился Линус Торвальдс, «в сообществе сторонников открытых
исходников — которое до недавнего времени называлось сообществом сторонников свободного ПО…» произошло разделение на тех, кто продолжал следовать принципам четырёх свобод Ричарда Столлмана и тех, кто стал называть себя сторонником программного обеспечения с открытым исходным кодом.
Марк Шаттлворт сказал о сообществе свободного ПО, что оно «умеет организовать себя для достижения любой хорошо сформулированной цели, в отношении которой достигнут широкий консенсус о её ценности и сложности».
Брюс Перенс напрямую связал инновации и сообщества разработчиков свободного ПО: «Мы фактически изменили способ внедрения инноваций. Новшества стали общедоступными. Многие компании, учреждения и индивидуальные пользователи ежедневно совершенно открыто используют нововведения, полностью доступные им через сообщества разработки свободного программного обеспечения.»

## Разногласия
В среде сторонников свободного ПО нередко возникали «религиозные войны» (англ. religious wars). В 1980-х и в начале 1990-х годов не утихали споры по вопросу какой текстовый редактор лучше, Emacs или Vi/Vim, или даже какая реализация текстового редактора является лучшей, GNU Emacs или XEmacs.

## Поддержка компаниями
С появлением свободного программного обеспечения, такого как Linux, Apache HTTP Server, Mozilla Firefox, OpenOffice.org и прочего, крупные компании, в числе которых такие гиганты как IBM, Apple, Dell, Hewlett-Packard, Intel, Google, Sun Microsystems, Oracle и ряд других, начали оказывать поддержку сообществу и взаимодействовать с ним.
В качестве примера можно привести компанию Sun Microsystems, которая 19 июля 2000 года выпустила релиз офисного продукта Star Office, исходный код которого распространялся под свободной лицензией GNU Lesser General Public License. В дальнейшем Star Office стал основой для создания и последовательного развития свободного OpenOffice.org и LibreOffice.